# Вахтин, Николай Борисович
Никола́й Бори́сович Вахти́н (род. 13 марта 1950, Ленинград) — советский и российский лингвист, ректор Европейского университета в Санкт-Петербурге (2003—2009, 2017—2018), член-корреспондент РАН с 28 октября 2016 года по отделению историко-филологических наук.

## Биография
Родился в семье писателя, востоковеда Бориса Вахтина.
В 1972 году окончил филологический факультет Ленинградского государственного университета и поступил в аспирантуру Института языкознания по специальности «Языки народов Севера: эскимосско-алеутские языки». В 1975 году окончил аспирантуру, поступил на работу в Институт языкознания (ныне Институт лингвистических исследований РАН).
В 1977 году защитил кандидатскую («Структура предложений со сказуемым — субъектно-объектным глаголом в эскимосском языке»), в 1992 — докторскую диссертацию («Синтаксис языка азиатских эскимосов»). Занимался исследованиями в области эскимосского синтаксиса, лексики и морфологии.
Известен как северовед: с середины 1980-х годов занимался социолингвистическим изучением Севера, позднее — культурной антропологией. Все исследования базировались прежде всего на полевом материале, собранном в ходе экспедиций в районы Крайнего Севера (Чукотка, Камчатка, Командорские острова, Магаданская область, Якутия).
С 1992 года участвовал в проекте создания Европейского университета в Санкт-Петербурге, с 1996 по 2003 — первый проректор ЕУСПб.
С 2003 по 2009 год работал ректором Европейского университета в Санкт-Петербурге.
С 2010 года по настоящее время — университетский профессор ЕУСПб, профессор факультета антропологии ЕУСПб, главный научный сотрудник ИЛИ РАН (part-time). Основная область интересов — североведение.
С 4 июля 2017 года назначен ректором Европейского университета в Санкт-Петербурге на один год на время поиска нового ректора после отставки Олега Хархордина.
Руководитель проекта «„Дети девяностых“ в современной Российской Арктике: оценка настоящего и желаемое будущее».

## Семья
- Панова, Вера Фёдоровна (1905—1973) — бабушка, советская писательница. Лауреат трёх Сталинских премий.
- Вахтин, Борис Борисович (1907—1938) — дед, советский журналист.
- Вахтин, Борис Борисович (1930—1981) — отец, русский советский писатель, драматург, сценарист, философ, переводчик, востоковед-синолог[5].
- Вахтин, Юрий Борисович (1932—2006) — дядя, российский учёный-генетик, профессор.